# Nagy-Britannia az 1928. évi téli olimpiai játékokon
Nagy-Britannia a svájci St. Moritzban megrendezett 1928. évi téli olimpiai játékok egyik részt vevő nemzete volt. Az országot az olimpián 5 sportágban 32 sportoló képviselte, akik összesen 1 érmet szereztek.

## Érmesek
| Érem  | Versenyző      | Sportág   | Versenyszám |
| ----- | -------------- | --------- | ----------- |
| Bronz | David Carnegie | Szkeleton | Férfi       |

## Bob
| Versenyző                                                             | 1. futam | 1. futam | 2. futam | 2. futam | Összesítés | Összesítés |
| Versenyző                                                             | Idő      | Hely.    | Idő      | Hely.    | Idő        | Helyezés   |
| --------------------------------------------------------------------- | -------- | -------- | -------- | -------- | ---------- | ---------- |
| Henry Martineau Walter Birch John Dalrymple John Gee Edward Hall      | 1:40,6   | 4.       | 1:45,7   | 15.      | 3:26,3     | 10.        |
| George Pim Guy Tracey David Griffith Frederick Browning Thomas Warner | 1:41,7   | 5.**     | 1:44,5   | 10.*     | 3:26,2     | 9.         |

* - egy másik csapattal azonos eredményt ért el

** - két másik csapattal azonos eredményt ért el

## Gyorskorcsolya
| Versenyző       | Versenyszám | Eredmény | Helyezés |
| --------------- | ----------- | -------- | -------- |
| Fred Dix        | 500 m       | 53,4     | 30.      |
| Fred Dix        | 1500 m      | 2:49,6   | 28.      |
| Fred Dix        | 5000 m      | 10:55,6  | 32.      |
| Cyril Horn      | 500 m       | 54,9     | 32.      |
| Cyril Horn      | 1500 m      | 2:40,0   | 24.      |
| Cyril Horn      | 5000 m      | 9:45,0   | 23.      |
| Leonard Stewart | 500 m       | 54,8     | 31.      |
| Leonard Stewart | 1500 m      | 2:48,9   | 27.      |
| Leonard Stewart | 5000 m      | 10:40,0  | 31.      |

## Jégkorong
| Brit férfi jégkorongcsapat-játékoskeret                                                                         | Brit férfi jégkorongcsapat-játékoskeret                                                        | Brit férfi jégkorongcsapat-játékoskeret |
| --- | ---------------------------------------------------------------------------------------------- | --------------------------------------- |
| - Wilbert Hurst-Brown - Colin Carruthers - Eric Carruthers - Ross Cuthbert - Bernard Fawcett - Harold Greenwood | - Neville Melland - John Rogers - Blaine Sexton - William Speechly - Victor Tait - Cecil Wylde |                                         |

### Eredmények
Csoportkör
A csoport
| Csapat         | M | Gy | D | V | G+ | G– | Gk | P |
| -------------- | - | -- | - | - | -- | -- | -- | - |
| Nagy-Britannia | 3 | 2  | 0 | 1 | 10 | 6  | +4 | 4 |
| Belgium        | 3 | 2  | 0 | 1 | 6  | 4  | +2 | 4 |
| Franciaország  | 3 | 2  | 0 | 1 | 6  | 5  | +1 | 4 |
| Magyarország   | 3 | 0  | 0 | 3 | 5  | 12 | –7 | 0 |

| 1928. február 11. | Nagy-Britannia (GBR) | 7 – 3 (3–1, 2–0, 2–2) | Belgium | St. Moritz |

|  |  |  |  |  |
|  |  |  |  |  |
|  |  |  |  |  |
|  |  |  |  |  |

| 1928. február 12. | Franciaország (FRA) | 3 – 2 (0–1, 3–1, 0–0) | Nagy-Britannia | St. Moritz |

|  |  |  |  |  |
|  |  |  |  |  |
|  |  |  |  |  |
|  |  |  |  |  |

| 1928. február 13. | Nagy-Britannia (GBR) | 1 – 0 (1–0, 0–0, 0–0) | Magyarország | St. Moritz |

|  |  |  |  |  |
|  |  |  |  |  |
|  |  |  |  |  |
|  |  |  |  |  |

Négyes döntő
| 1928. február 17. | Svájc (SUI) | 4 – 0 (0–0, 2–0, 2–0) | Nagy-Britannia | St. Moritz |

|  |  |  |  |  |
|  |  |  |  |  |
|  |  |  |  |  |
|  |  |  |  |  |

| 1928. február 18. | Kanada (CAN) | 14 – 0 (6–0, 4–0, 4–0) | Nagy-Britannia | St. Moritz |

|  |  |  |  |  |
|  |  |  |  |  |
|  |  |  |  |  |
|  |  |  |  |  |

| 1928. február 19. | Svédország (SWE) | 3 – 1 (2–1, 0–0, 1–0) | Nagy-Britannia | St. Moritz |

|  |  |  |  |  |
|  |  |  |  |  |
|  |  |  |  |  |
|  |  |  |  |  |

Végeredmény
| Csapat         | M | Gy | D | V | G+ | G– | Gk  | P |
| -------------- | - | -- | - | - | -- | -- | --- | - |
| Kanada         | 3 | 3  | 0 | 0 | 38 | 0  | +38 | 6 |
| Svédország     | 3 | 2  | 0 | 1 | 7  | 12 | –5  | 4 |
| Svájc          | 3 | 1  | 0 | 2 | 4  | 17 | –13 | 2 |
| Nagy-Britannia | 3 | 0  | 0 | 3 | 1  | 21 | –20 | 0 |

| Csapat         | Helyezés |
| -------------- | -------- |
| Nagy-Britannia | 4.       |

## Műkorcsolya
| Versenyző                      | Versenyszám  | Kötelező elemek   | Kötelező elemek | Kűr               | Kűr   | Összesítés                     | Összesítés                     | Összesítés                     | Összesítés                     | Összesítés                     | Összesítés                     | Összesítés                     | Összesítés                     | Összesítés                     | Összesítés        | Összesítés  | Összesítés | Összesítés |
| Versenyző                      | Versenyszám  | Kötelező elemek   | Kötelező elemek | Kűr               | Kűr   | Helyezési pontszámok bírónként | Helyezési pontszámok bírónként | Helyezési pontszámok bírónként | Helyezési pontszámok bírónként | Helyezési pontszámok bírónként | Helyezési pontszámok bírónként | Helyezési pontszámok bírónként | Helyezési pontszámok bírónként | Helyezési pontszámok bírónként | Több. hely. száma | Hely. össz. | Pont       | Helyezés   |
| Versenyző                      | Versenyszám  | Több. hely. száma | Hely.           | Több. hely. száma | Hely. | 1                              | 2                              | 3                              | 4                              | 5                              | 6                              | 7                              | 8                              | 9                              | Több. hely. száma | Hely. össz. | Pont       | Helyezés   |
| ------------------------------ | ------------ | ----------------- | --------------- | ----------------- | ----- | ------------------------------ | ------------------------------ | ------------------------------ | ------------------------------ | ------------------------------ | ------------------------------ | ------------------------------ | ------------------------------ | ------------------------------ | ----------------- | ----------- | ---------- | ---------- |
| Jack Page                      | Férfi egyéni | 4×9+              | 9.              | 4×11+             | 12.   | 11,0                           | 10,0                           | 10,0                           | 11,0                           | 9,0                            | 3,0                            | 8,0                            |                                |                                | 5×10+             | 62,0        | 2288,50    | 9.         |
| Ian Bowhill                    | Férfi egyéni | 5×15+             | 15.             | 4×14+             | 14.   | 14,0                           | 14,0                           | 15,0                           | 16,0                           | 14,0                           | 12,0                           | 16,0                           |                                |                                | 4×14+             | 101,0       | 1909,25    | 14.        |
| Kathleen Shaw                  | Női egyéni   | 4×10+             | 10.             | 4×17+             | 19.   | 16,0                           | 14,0                           | 7,0                            | 15,0                           | 10,0                           | 18,0                           | 15,0                           |                                |                                | 5×15+             | 95,0        | 1900,00    | 14.        |
| Ethel Muckelt Jack Page        | Páros        |                   |                 |                   |       | 8,5                            | 6,0                            | 8,0                            | 8,0                            | 8,0                            | 5,0                            | 4,0                            | 8,0                            | 6,0                            | 8×8+              | 61,5        | 79,00      | 7.         |
| Kathleen Lovett Proctor Burman | Páros        |                   |                 |                   |       | 11,5                           | 13,0                           | 11,0                           | 11,0                           | 12,0                           | 13,0                           | 13,0                           | 13,0                           | 13,0                           | 9×13+             | 110,5       | 57,75      | 13.        |

## Szkeleton
| Versenyző      | 1. futam | 1. futam | 2. futam | 2. futam | 3. futam | 3. futam | Összesítés | Összesítés |
| Versenyző      | Idő      | Hely.    | Idő      | Hely.    | Idő      | Hely.    | Idő        | Helyezés   |
| -------------- | -------- | -------- | -------- | -------- | -------- | -------- | ---------- | ---------- |
| David Carnegie | 1:02,7   | 4.       | 1:01,0   | 3.       | 1:01,4   | 2.*      | 3:05,1     |            |